# Deborah Ochs
Deborah Lynn Ochs, connue aussi sous le nom de Debra Ochs (née le 30 janvier 1966 à Howell (Michigan)) est une archère américaine.

## Biographie
Aux Jeux olympiques d'été de 1988 se tenant à Séoul, Debra Ochs remporte la médaille de bronze olympique par équipe avec Denise Parker et Melanie Skillman.